# Simeon Lindgren
Simeon Gustaf Stellan Lindgren, född 21 augusti 1987 i Kågedalens församling i Västerbottens län, är en svensk skådespelare och musikalartist.
Lindgren har medverkat i film- och TV-produktioner som En man som heter Ove, Jägarna, Rebecka Martinsson och Börje – The Journey of a Legend. Han har också medverkat i en rad teater- och musikalproduktioner på scen, och har varit ett återkommande inslag på Västerbottensteatern. Lindgren har även synts på privata scener som Maximteatern, Göta Lejon och Intiman.
Utöver medverkan på scenen har Lindgren också skrivit och regisserat. Bland annat skrev han manus till Karatepojken som hade sin urpremiär med Unghästen på Västerbottensteatern 2021, där regisserade han också Unghästens humorbaserade jubileumsföreställning.
Han är bror till musikalartisten och programledaren David Lindgren.

## Filmografi
- 2015 – En man som heter Ove
- 2016 – Tjuvjägaren
- 2020 – Rebecka Martinsson (TV-serie)
- 2021 – Jägarna (TV-serie)
- 2021 – Lasse-Majas detektivbyrå (TV-serie)
- 2023 – Börje – The Journey of a Legend (TV-serie)
- 2025 – Beck – Den osynlige mannen (TV-serie)